# Aphanophleps
Aphanophleps là một chi bướm đêm thuộc họ Geometridae.